# Полтавське (Краснознаменський район)
Полтавське (рос. Полтавское) — селище Краснознаменського району, Калінінградської області Росії. Входить до складу Краснознаменського міського округу.
Населення —  99 осіб (2015 рік). 

## Населення
| 2002 | 2010 |
| ---- | ---- |
| 129  | ↘99  |